# Archicofradía Sacramental de los Dolores (Málaga)
Muy Antigua, Venerable y Pontificia Archicofradía Sacramental de Nazarenos del Santísimo Cristo de la Redención y Nuestra Señora de los Dolores es una hermandad de culto y procesión malagueña, más conocida como Dolores de San Juan, por tener su sede canónica en la parroquia de San Juan del centro de Málaga.

## Reseña histórica
- 1487: Fundación, por los Reyes Católicos, de la Hermandad Sacramental de San Juan.
- 1540: Título de Archicofradía Sacramental, agregada a la Sacramental de la Supra Minerva de Roma.
- 1675: Existencia de la Hermandad de la Soledad, antes llamada “del Triunfo”, filial de la Cofradía de la Columna de San Juan que hacía su Estación de Penitencia el Miércoles Santo.
- 1675: La Hermandad de la Soledad se independiza de la de la Columna, siendo D. Juan de Ovando, primer Hermano Mayor.
- 1688: Cambio de denominación, tras un pleito con la Soledad de Santo Domingo, de la advocación a Ntra. Sra. de los Dolores. Se aprueban las primeras Reglas como Hermandad Penitencial de Ntra. Sra. de los Dolores.
- 1801: Tras un pleito con el Consejo de Castilla, para evitar su desaparición, la Hermandad Penitencial, por Real Orden de Carlos IV, se agrega a la Archicofradía Sacramental de San Juan, dando lugar a la Archicofradía Sacramental de Ntra. Sra. de los Dolores.
- 1868: Se aprueba el cambio a Hermandad de culto interno.
- 1936: Pérdida de la imagen de la Dolorosa.
- 1941: Donación de la imagen actual (siglo XVIII).
- 1977: Revitalización y reforma de Estatutos incluyéndose la recuperación de la Estación de Penitencia a la S.I.C.B. Primera salida el 24 de marzo de 1978.
- 1984: Reforma de Estatutos incluyendo la advocación del Santísimo Cristo de la Redención.
- 1987: Bendición de la Sagrada Imagen, haciendo su primera salida procesional en 1988.

## Imágenes
- Santísimo Cristo de la Redención: Juan Manuel Miñarro (Sevilla, 1987).
- Nuestra Señora de los Dolores: Atribuida a Antonio Asensio de la Cerda (Málaga, 1760-1771). Nuevas manos de Suso de Marcos (1985). Restauración de Juan Manuel Miñarro (1991)

## Música
Banda de Música
- Virgen de los Dolores, Perfecto Artola Prats (1991)
- Redención, Francisco Jesús Flores Matute (2014)

Capilla Musical
- Stabat Mater Dolorosa, R.P.D. Manuel Gámez López (1978)
- Mater Pulcherrima, Fernando García Márquez (1984)
- Preludio y Fuga, Martín Muñoz Zafra (1988)
- Saeta al Santísimo Cristo de la Redención, R.P.D. Manuel Gámez López (1989)
- Tu silencio es nuestra Fe, Francisco Javier López Rodríguez (1992)
- Glosa inicial de la "Salve Regina", Luís Díez Huertas (1993)
- Silencio de Amor, Luís Díez Hurtas (1995)
- Música de capilla para el Viernes Santo, Martín Muñoz Zafra (1995)
- Virgen de los Dolores, Miguel Pérez Díaz (1995)
- Capilla Virgen de los Dolores, Francisco Javier López Rodríguez (2001)
- Redención, Santiago Otero Vela (2002)
- Silencio penitencial, Santiago Otero Vela (2003)
- Por la calle San Juan, Francisco Javier López Rodríguez (2003)
- Nanas del Salvador, Rocío Cortés (2005)
- Redentor, Francisco José Flores Matute (2005)
- Señor de la Redención, Francisco José Flores Matute (2008)
- Coplas a Nuestra Señora de los Dolores, Francisco José Flores Matute (2008)
- Redemptor hominis, FRancisco Jesús Flores Matute (2012)

Culto interno
- O quod Undis Lacrimarum, Fernando García Mrquez (1987)
- Pater Noster, Fernando García (1993)

## Insignias en la Sección del Stmo. Cristo de la Redención
- Cruz Guía: De madera noble, de color negro, guarnecida de orfebrería de estilo barroco con rocalla repujada, cincelada en plata de ley. Diseño Fernando Prini y orfebrería de José Jiménez (1999).
- Faroles: Octogonales, alternando la rocalla en plata de ley con madera a juego con la Cruz Guía. Diseñada por Fernando Prini y orfebrería de Juan Borrero (2005).
- Guion: Bandera de terciopelo burdeos recogida alrededor de un asta por dos cordones y en el centro, bordado en oro, plata y sedas, el escudo de la Archicofradía rodeado por guirnalda. Diseño Fernando Prini, bordados de Manuel Mendoza y orfebrería en plata de ley de José Jiménez (1997).
- Banderín Sacramental: Representativo del carácter sacramental de la Archicofradía. Banderín en alpaca plateada sobre terciopelo rojo. En una cara, el Cordero Pascual y en la otra, el escudo de la Archicofradía acompañado del lema: "Nobis natus, nobis datus ex Maria Virgene" que figura en el escudo de la Hermandad. Diseño de Jesús Castellanos y orfebrería de Villarreal (1983).
- Bandera Pontificia: Representativa del título de Pontificia. Se trata de una bandera cuadrada dividida verticalmente en dos mitades en raso amarillo y blanco, con el escudo pontificio del Papa Inocencio VIII. El asta en orfebrería plateada rematada por cruz patriarcal. Realizada por Bordados La Trinidad (Fernández y Enríquez) y orfebrería de Alejandro Borrero (2001). Flanqueada por dos Bastones en metal plateado y asta de madera con escudo pontificio bajo diseño de Alberto Rosaleny y orfebrería de Juan Borrero (2014).
- Estandarte del Santísimo Cristo de la Redención: Estandarte en terciopelo burdeos, con pintura al óleo del rostro del Santísimo Cristo de la Redención realizada por Carlos Monserrate (1987).
- Placa pectoral del Pertiguero: En plata con el símbolo eucarístico del pelícano (que se abre el pecho para alimentar a sus crías con su propia sangre). Diseño Hermanos Marín, realizada por Alejandro Borrero (2006) y reformada en orfebrería Triana (2007)
- Ciriales en alpaca plateada, de estilo barroco basado en la rocalla de la placa de mayordomía portados por acólitos ceriferarios. Diseño de Fernando Prini y orfebrería de José Jiménez (2001).
- Incensarios y navetas en alpaca plateada con diseño y realización de Juan Borrero (2014). Apliques de orfebrería para las canastillas de los acólitos de Manuel Valera (2013).

## Trono procesional del Stmo. Cristo de la Redención
Diseño y realización:
- Diseño de Fernando Prini Betés (2006). De estilo renacentista en madera de cedro y caoba barnizada a muñequilla, con cartelas en bronce y chapa de metal.
- Realizado por José Mª Ruiz Montes (imaginería), Manuel Toledano (talla), Francisco López Torrejón (carpintería), Manuel Valera Pérez (orfebrería), Daniel Fernández Dennis (fundición de bronce), “Cristal tradicional” (tulipas), Jesús Díaz-Hellín Gude (bordados) y Antonio Cabra Parra (mesa y varales); estrenado en 2013.

Descripción:
El motivo de la iconografía es el “Apocalipsis” de San Juan y la distinción entre el bien y el mal.
- Delantera: El templete frontal del trono alberga el Cordero Pascual sobre el Libro de los siete sellos, con que comienza la lectura del Apocalipsis.
- Trasera: El Juicio final representado por las Tres Edades del Hombre (Infancia, Madurez y Vejez) y la mano de Dios que soporta una balanza (el Crismón con el alfa y el omega). Sobre esta cartela el Águila, símbolo de San Juan el Evangelista.
- En cada esquina los jinetes apocalípticos vencidos ante la presencia de Dios muerto en la Cruz con lo que comienza la salvación humana a través de la fe (representada por la luz de los hachones): Guerra y Muerte (lat. dcho) y, Peste y Hambre (lat. izdo).
  - Lateral derecho: Se representa el bien, conteniendo: dos sibilas (Conciencia y Libertad), una cartela central (las Virtudes), cuatro tondos (Moisés, la Anunciación, la Adoración de los Reyes y Pentecostés).
  - Lateral izquierdo: Se representa el mal, conteniendo: dos sibilas (Razón y Pasión), una cartela central (los Pecados), cuatro tondos (Lucifer, Adán y Eva, Caín y Abel y el Dragón de las siete cabezas).
- Rodeando el conjunto una cenefa con una filacteria, en latín, con los versículos 16 y 17, capítulo III del Evangelio de San Juan, que dice “Porque tanto amó Dios al mundo, que dio a Su Hijo único, para que todo aquel que cree en Él no muera, sino que tenga vida eterna. Porque Dios no envió a Su Hijo al mundo para condenar al mundo sino para salvarlo”.

Además doce atlantes en los que están representadas todas las razas (aludiendo a la universalidad de la Iglesia), unos relieves en madera representando personajes mitológicos (grutescos) que rodean cada tondo y diez faroles cilíndricos.
Exorno floral:
Un monte de lirios morados constituye la alfombra sobre la que se asienta la Cruz.

## Insignias en la Sección de Ntra. Sra. de los Dolores
- Bandera Concepcionista: Representativo de la pureza de María. De raso blanco y cruz celeste con bordados en oro y sedas procedentes de una casulla del siglo XVIII. Diseño de Salvador Aguilar, confección de Manuel Mendoza y asta de orfebrería rematada por el escudo de la Archicofradía de Alejandro Borrero (2005).
- Mater Dolorosa: Recoge la leyenda "Mater Dolorosa" sobre terciopelo color negro. En el centro se dispone la antigua placa de Mayordomía en plata de ley de José Peralta Verdugo (Málaga, 1790), que posee la Archicofradía. Diseño de Fernando Prini y bordados de Manuel Mendoza (2000).
- Estandarte de la Santa Iglesia Romana: Representativo de la especial vinculación con la Iglesia de Roma, cabecera de la Cristiandad. Se trata de un estandarte rígido, de damasco burdeos y con estrellas bordadas en plata, rodeando el escudo del Pontífice (Juan Pablo II, será sustituido por el de Benedicto XVI), bordado en oro y sedas. El asta, rematada con la cruz patriarcal, forrada de terciopelo burdeos sobre el que se superpone un galón dorado rodeándolo. Realizado por Bordados la Trinidad (Fernández y Enríquez) y orfebrería de Alejandro Borrero (2001). Flanqueada por dos Bastones en metal plateado y asta de madera con escudo pontificio bajo diseño de Alberto Rosaleny y orfebrería de Juan Borrero (2014).
- Libro de reglas: Conteniendo las Reglas de la Hermandad. Con el escudo de la Archicofradía, bordado en oro y sedas sobre terciopelo burdeos. Realizado por Sebastián Marchante (1997)
- Estandarte de Ntra. Sra. de los Dolores: En terciopelo burdeos, con pintura al óleo del rostro de Nuestra Señora de los Dolores realizado por Carlos Monserrate (1987).
- Placa del Pertiguero: Antigua placa pectoral de plata con el corazón traspasado por los 7 puñales (representativo de los 7 dolores de la Virgen).
- Ciriales en alpaca plateada, de estilo barroco basado en la rocalla de la placa de mayordomía. Diseño de Fernando Prini y orfebrería de José Jiménez (2001)portados por acólitos ceriferarios
- Incensarios y navetas en alpaca plateada con diseño y realización de Juan Borrero (2014). Apliques de orfebrería para las canastillas de los acólitos de Manuel Valera (2013).

## Enseres de salida de Ntra. Sra de los Dolores
- Corona y puñal en plata de ley sobredorada, proyecto de Fernando Prini y realización del joyero Manuel Carrera (1988).
- Saya procesional con bordados asimétricos en oro fino sobre terciopelo burdeos, diseño de Salvador Aguilar y realización de Manuel Mendoza (2003).
- Cruz Relicario en plata de ley conteniendo una reliquia de Santa Ángela de la Cruz, que donara la Congregación de las Hermanas de la Cruz a la Archicofradía en 2003, diseñada por Fernando Prini y realizada en los Talleres de Juan Borrero (2005).

## Trono procesional de Ntra. Sra. de los Dolores
Diseño y realización:
- Cajillo: De alpaca plateada (ancho 238, largo 358 y alto 45 cm), diseño de Juan Casielles del Nido (1978), y orfebrería de Talleres Villarreal 1983-85).
- Imaginería: Frontal : Carlos Valle (1985) y laterales y trasera: Suso de Marcos (1986-91)
- Paños de malla de oro diseñados por Fernando Prini, bordados en oro y sedas por Joaquín Salcedo y orfebrería en plata de ley de Alejandro Borrero (2003)
- Crestería: diseño de Antonio Dubé de Luque y orfebrería de Villarreal (1985).
- Ánforas: diseño de Antonio Dubé de Luque y orfebrería de Villarreal (1984-86)
- Peana: diseño Fernando Prini y orfebrería de Villarreal (1986).
- Candelería: diseño R. Marín y orfebrería de J. Jiménez (1991).
- Faroles, diseño de Alberto Rosaleny, orfebrería de Marín Díaz y José Jiménez (1989).
- Mesa y varales de Antonio Cabra Parra (2014).

Descripción:
- Cajillo: Capillas de orfebrería con imaginería (inspirada en las existentes en el retablo del coro de la Catedral de Málaga), alternadas con paños de malla dorada bordados en oro que, en sus centros lucen placas de orfebrería con motivos alegóricos a la Letanía Lauretana: 
  - Frontal: Profeta Isaías - azucena (pureza) - S. Juan Evangelista - escena de la Visitación - S. Juan Bautista - puñal (dolor) - S. Lucas.
  - En los laterales van doce capillas coincidentes con la vertical de cada barra de palio y albergan las efigies de diversos santos distinguidos por su devoción mariana inspiradas igualmente en el coro de nuestra Catedral además de símbolos marianos. 
    - Lateral derecho: San Pedro Nolasco - Arca de la Alianza - San Ildefonso de Toledo - Torre de Marfil - Santa Teresa - Casa de Oro - Santo Domingo de Guzmán - Puerta del Cielo - San Bernardo - Rosa mística - San Francisco de Paula.
    - Lateral izquierdo: El anciano Simeón - Sillón - San Antonio Mª Claret - Espejo de justicia - San Alfonso Mª de Ligorio - Fuente de sabiduría - San Ignacio de Loyola - Estrella de la mañana - San Francisco de Asís - Palmera - San Juan de Ávila.

  - Trasera: Escalera - San Juan Bosco - San Gabriel - Ave María.
- Crestería: Sobre las verticales de los motivos alegóricos de las letanías de la canastilla van en la crestería sus correspondientes leyendas en medallones de orfebrería.
- Cartelas centrales frontal y trasera: dos arcángeles de orfebrería portando, respectivamente, el corazón con los siete puñales alusivo a los siete Dolores de Ntra. Sra., y un ramo de azucenas alusivo a la Pureza de la Misma.
- Guirnalda de orfebrería que vuela sobre el terciopelo burdeos de las bambalinas del palio.
- En las macollas, leones sedentes y coronados, en cuyas garras portan cartelas con la jarra de azucenas alusiva a la Pureza de María.

Exorno floral:
- Claveles blancos tanto en las jarras como en las jarritas delanteras.

## Hermanos Mayores Honorarios
- Compañía de Jesús
- Hermanas de la Cruz

## Recorrido Oficial
| Predecesor: El Descendimiento | Orden de entrada en el Recorrido Oficial (Viernes Santo) 3.er lugar | Sucesor: El Amor |